# Пилот FM
Пилот FM — белорусская радиостанция. Юридическое лицо — УП РПР «Стиль».

## Администрация
- Генеральный директор — Анатолий Чепиков
- Музыкальный редактор — Виталий Ковалерчик

## Расположение
Белоруссия, г. Минск, ул. К.Маркса, д. 40, офис 42

## История
Дата первого эфира — 27 июня 2003. Ранее на этой частоте транслировались Радио Стиль, Радио 101.2.

## Ведущие

### Актуальные
- Артем Петрашко
- Артем Дмитриев
- DJ Andrey Mixell (Андрей Михель)

### Служба Информации
- Никита Павлович
- Мария Вересаева
- Роман Войцеховский

### Бывшие
- Андрей Макаёнок
- Александр Романов
- Валентин Малюгов
- Нина Богданова
- Саша Богданов
- Дмитрий Буров
- Антон Жданов
- Дмитрий Санкович
- Дмитрий Кустов
- Юрий Кирдун
- Полина Говоровская

## Программы

### Актуальные
- «Кто Куда Шоу»; ведущие: Андрей Макаёнок и Артём Петрашко
- «Кинопремьера»; ведущие: Александр Романов
- «Chill»; ведущие; Артем Дмитриев
- «Dance Chart»; ведущая: Полина Говоровская
- «MaxiFresh»; ведущие: Полина Говоровская
- «Hot Line»; ведущие: Полина Говоровская
- «SMS Express»; ведущие: Полина Говоровская
- «Non-Stop Hits»
- «Club Radio»; ведущий: DJ Andrey Mixell

### Архивные
- «Пилот привет» — программа приветов и поздравлений
- «Дневной эфир»
- «Trancesfera» — программа о музыке psy-trance
- «Будни Галактики» — вечерняя дезинформационная антипрограмма
- «Буров-шоу»
- «Сказки из Бордюра» — сказки для взрослых
- «Веселые Децибилы» — критико-аналитическая программа о музыке
- «Горячие головы» — утреннее шоу

## Города вещания
- Минск, Минская область (101.2 FM)
- Гродно, Гродненская область (102.1 FM)
- Брест, Брестская область (102.9 FM)
- Могилёв, Могилёвская область (93.2 FM)
- Витебск, Витебская область (92.2 FM)
- Гомель, Гомельская область (104.4 FM)

Во всех городах вещания, кроме Минска и Минской области, радиостанция вещает с 5.50 до 1.00.